# Svatební války
Svatební války (v originále Wedding Wars) je americký hraný film z roku 2006, který režíroval Jim Fall. V romantické komedii se snaží gay změnit názor pravicového politika na stejnopohlavní manželství.

## Děj
Maggie je dcerou guvernéra státu Maine Conrada Wellinga a bude se vdávat za otcova poradce a šéfa jeho volební kampaně Bena. Ben má bratra Shela, který je gay a živí se jako organizátor různých oslav. Ben si ho proto najme na přípravu své svatby. Volební kampaň je v plném proudu a guvernér je nucen se vyjádřit ke sňatkům homosexuálů. Jakožto pravicový politik veřejně sice gaye podpoří, ale možnost uzákonit jejich svazky odmítne. Shela se jeho vyjádření dotkne, a když navíc zjistí, že mu projev napsal jeho vlastní bratr Ben, rozhodne se vstoupit do stávky a přestane organizovat svatbu. Ben na bratra pošle jejich rodiče, kteří o Shelově orientaci nic netuší, takže se Shel musí vyoutovat. Po Shelově vystoupení v televizi se k němu přidávají i další gayové a stávka se tak šíří celou zemí, což citelně zasáhne především terciární sféru. Guvernér Welling je ve svém postoji přesto neoblomný. Maggie se zlobí na Bena, že je ke svému bratrovi necitlivý. Se Shalem ale nesouhlasí ani jeho dlouholetý partner Ted, který je státním žalobcem a jejich vztah je veřejně probírán v novinách. Ben se snaží organizaci svatby zachránit, ale nemůže sehnat žádného schopného pořadatele. Shel se posléze s Benem usmíří a spolu s přáteli svatbu zachrání, i když guvernérův názor nezměnil.

## Obsazení
| John Stamos       | Shel Grandy             |
| Eric Dane         | Ben Grandy              |
| Bonnie Somerville | Maggie Welling          |
| Sean Maher        | Ted Moore               |
| James Brolin      | guvernér Conrad Welling |
| Rosemary Dunsmore | Claire Welling          |
| Jayne Eastwood    | Wanda Grandy            |
| Linda Kash        | madam Fairfield         |
| Sean McCann       | Verne Grandy            |
| Lee Smart         | Casper Tisdale          |
| Doug Barron       | Matt Wildman            |
| Suzanne Hawkins   | Katie Gonzales          |
| Rejean Cournoyer  | Ken Caldwell            |